# Одеев, Ханджар
Ханджар Одеев (род. 27 января 1972, Москва) — туркменский шахматист, гроссмейстер (2004).
В составе сборной Туркменистана участник 8-и Олимпиад (1994—2002, 2006, 2010—2012).

## Изменения рейтинга
| График не отображается по техническим причинам. Чтобы исправить это, воспроизведите график в новом формате, если это возможно. |